# Bromuro de mesitilo
El bromuro de mesitilo es un compuesto orgánico con la fórmula (CH3)3C6H2Br. Es un derivado del mesitileno (1,3,5-trimetilbenceno) con un anillo H reemplazado por Br. El compuesto es un aceite incoloro. Es un sustrato de haluro de arilo rico en densidad electrónica común para reacciones de acoplamiento cruzado. Con el magnesio reacciona para dar el reactivo de Grignard, que se utiliza en la preparación de tetrametilsililhierro.
Se prepara por reacción directa del bromo con mesitileno:
(CH3)3C6H3 + Br2 → (CH3)3C6H2Br + HBr